# Bob Mills
Pour les articles homonymes, voir Robert Mills et Mills.
Robert (Bob) Mills, B.A. (né le 28 juillet 1941 à Young, Saskatchewan) est un homme politique canadien.

## Biographie
Il est actuellement député à la Chambre des communes du Canada, représentant la circonscription albertaine de Red Deer depuis l'élection fédérale de 1993. Il est membre du Parti conservateur du Canada.
Mills est né à Young, en Saskatchewan, mais il déménage à Saskatoon à l'âge de 12 ans. Il fait ses études à l'Université de la Saskatchewan et obtient son baccalauréat en science avec un diplôme en éducation. En 1965, il s'installe à Red Deer, en Alberta, et y enseigne la biologie au niveau secondaire jusqu'en 1979.
En 1979 il est candidat dans l'élection provinciale pour le Parti Crédit social de l'Alberta, mais il n'est pas élu. Il fonde alors une agence de voyages qu'il exploite jusqu'à son élection à la Chambre des communes en 1993. D'abord élu sous la bannière du Parti réformiste du Canada et réélu en 1997, il est réélu en 2000 en tant que membre de l'Alliance canadienne. En 2004 et 2006 il est de nouveau réélu, cette fois sous la bannière du Parti conservateur du Canada.
Dans l'opposition, Mills a exercé les fonctions de critique en matière d'Affaires étrangères, de la Santé et de l'Environnement. Dans la 39e législature il est président du Comité permanent de l'environnement et du développement durable de la Chambre des communes.
Mills est marié. Lui et son épouse Nicole ont six enfants.